# 시몬 마카베오

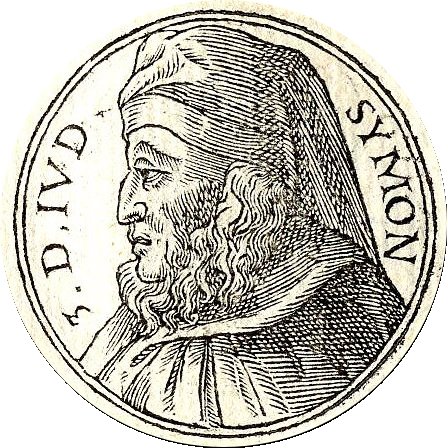
시몬 마카베오

시몬 마카베오(히브리어: שמעון התרסי)는 가톨릭과 정교회에서는 정경으로 분류하고 개신교에서는 외경으로 분류하는 마카베오기 상권과 하권에 등장하는 헬레니즘 시대 유대인들의 4대 저항 지도자이다. 전 유대인의 저항 지도자 마타티아스의 아들로 그의 형 유다 마카베오, 요나단과 함께 오랫동안 이민족들과 전쟁을 치렀다.
마타티아스의 아들로 등장하며 아버지 마타티아스가 죽자 형 유다 마카베오, 요나단과 함께 이민족을 무찌르고 성전을 정화한 뒤 다시 봉헌하는 것으로 나온다. 성소 봉헌에 자극받은 다른 이민족들이 쳐들어오자 군사를 이끌고 갈릴래아에서 이민족 군대 3000명을 쓰러뜨렸다.
이후에도 셀레우코스 제국에 맞서 전투를 치렀고 유다 마카베오가 셀레우코스 제국의 데메트리오스 1세와 싸우다 전사하자 형 요나단과 겨우 살아남아 요나단을 3대 저항 지도자로 세우고 계속 이민족들을 무찌르며 활약했다.
형 요나단 역시 셀레우코스 제국의 디오도토스 트리폰과 싸우다 살해당하자 그의 뒤를 이어 4대 저항 지도자가 되었다. 먼저 쫓겨난 셀레우코스 제국의 전 왕 데메트리오스 2세와 동맹을 맺고 형 요나단을 살해한 트리폰을 공격했으나 데메트리오스는 사로잡히고 이에 시몬은 로마와 스파르타와 맺은 동맹을 재확인하고 부흥을 꾀한다.
그리고 안티오코스 6세의 아들 안티오코스 7세와 동맹을 맺지만 곧 배반당하고 이에 맞서 아들 유다, 요한과 함께 안티오코스의 부하 켄데베오스를 무찌른다.
그러나 예리코 평야에서 장수 프톨레마이오스의 흉계에 빠져 아들 마타티아스, 유다와 함께 살해당했다.